# تله مرگبار (فیلم ۱۹۷۱)
تلهٔ مرگبار (فرانسوی: La Maison sous les arbres‎) یک فیلم فرانسوی درام به کارگردانی رنه کلمان محصول سال ۱۹۷۱ است. از بازیگران آن می‌توان به فی داناوی، باربارا پارکینز، فرانک لانگلا، موریس رونه و پاتریک دوور اشاره کرد.
این فیلم در جشنواره فیلم کن ۱۹۷۱ خارج از بخش رقابت اصلی به نمایش درآمد.